# Guettarda insularis
Guettarda insularis är en måreväxtart som beskrevs av Townshend Stith Brandegee. Guettarda insularis ingår i släktet Guettarda och familjen måreväxter.
Artens utbredningsområde är Revillagigedoöarna (Mexiko). Inga underarter finns listade i Catalogue of Life.